# HD 220466
HD 220466 è una stella nana bianco-gialla nella sequenza principale di magnitudine 6,47 situata nella costellazione dell'Aquario. Dista 204 anni luce dal sistema solare.

## Osservazione
Si tratta di una stella situata nell'emisfero celeste australe; grazie alla sua posizione non fortemente australe, può essere osservata dalla gran parte delle regioni della Terra, sebbene gli osservatori dell'emisfero sud siano più avvantaggiati. Nei pressi dell'Antartide appare circumpolare, mentre resta sempre invisibile solo in prossimità del circolo polare artico. Essendo di magnitudine pari a 6,5, non è osservabile ad occhio nudo; per poterla scorgere è sufficiente comunque anche un binocolo di piccole dimensioni, a patto di avere a disposizione un cielo buio.
Il periodo migliore per la sua osservazione nel cielo serale ricade nei mesi compresi fra fine agosto e dicembre; da entrambi gli emisferi il periodo di visibilità rimane indicativamente lo stesso, grazie alla posizione della stella non lontana dall'equatore celeste.

## Caratteristiche fisiche
La stella è una nana bianco-gialla nella sequenza principale; possiede una magnitudine assoluta di 2,49 e la sua velocità radiale positiva indica che la stella si sta allontanando dal sistema solare.
HD 220466 ha una compagna visuale di magnitudine 10,3, separata da 1,9 secondi d'arco, tuttavia rimane dubbio il fatto che sia legata gravitazionalmente a essa.